# Fridegårdsgymnasiet
Fridegårdsgymnasiet, är kommunal en gymnasieskola i Bålsta, Håbo kommun, i Uppland.
Skolan erbjuder Barn- och fritidsprogrammet, Ekonomiprogrammet, Samhällsvetenskapsprogrammet (med och utan AST-profil), Naturvetenskapsprogrammet (med och utan AST-profil), Teknikprogrammet, introduktionsprogrammet och anpassad gymnasieskola. Majoriteten av kommunens gymnasister går på Fridegårdsgymnasiet, men många ungdomar reser också till Stockholm och Uppsala för att gå i gymnasiet.
Gymnasiet är uppkallat efter författaren Jan Fridegård, som har bott utanför Bålsta under perioder. Många av undervisningssalarna i skolan är döpta efter Fridegårds karaktärer, bland annat Lars Hård och Den svarta lutan.
I samma byggnad finns också Håbo kommuns huvudbibliotek.